# Danmarks amter (1793-1970)
 For alternative betydninger, se Danmarks amter. (Se også artikler, som begynder med Danmarks amter)
Med kongelig resolution af 4. september 1793 blev der gennemført en større amtsreform. Resultatet blev i første omgang 19 amter; 9 i Nørrejylland (dvs. Jylland nord for Sønderjylland), 2 på Fyn og 6 på Sjælland. Bornholm og  Lolland-Falster kom hver til at udgøre ét amt. Den nye amtsinddeling blev bekendtgjort ved en såkaldt rentekammerplakat i 21. juni 1794. Men det tog omkring 16 år at få den gennemført, og der kom senere ændringer, bl.a. blev Roskilde Amt delt i 1808 mellem Frederiksborg Amt og Københavns Amt, ligesom Århus Amt blev delt, så Skanderborg Amt opstod. Efter genforeningen i 1920 opstod de fire Sønderjyske amter.
Liste over Danmarks amter, som de eksisterede i perioden 1793-1970:
1. Hjørring
2. Thisted
3. Ålborg
4. Viborg
5. Randers
6. Ringkøbing
7. Ribe
8. Århus
9. Skanderborg (1824-1867, 1942-1970)
10. Vejle
11. Tønder (fra 1920)
12. Haderslev (fra 1920)
13. Åbenrå (fra 1920)
14. Sønderborg (fra 1920)
15. Odense
16. Svendborg
17. Holbæk
18. Frederiksborg
19. København
20. Roskilde (før 1808)
21. Sorø
22. Præstø (fra 1803)
23. Maribo
24. Bornholm
25. Færø (ikke vist på
 kortet, 1816-1948)
26. Grønland (ikke vist på
 kortet, fra 1953)

## Ændringer i løbet af perioden
- Roskilde Amt var en del af Københavns Amt i tiden 1808-1970. Fra 1842 til 1970 var det delt i to amtskredse med hver deres amtsråd men med fælles amtsmand.[1]
- Skanderborg Amt var en del af Århus Amt i perioderne 1778-1824 og igen fra 1867-1942.[2]

### 1799
- Galten Herred overføres fra Århus til Randers Amt.
- Nim Herred overføres fra Vejle til Århus Amt. (Skanderborg Amt)

### 1803
- Præstø Amt oprettes af de tidligere sammenlagte amter Tryggevælde Amt og Vordingborg Amt samt Mønbo Herred.

### 1821
- Vrads Herred overføres fra Ringkøbing til Århus Amt. (Skanderborg Amt)
- Hids Herred overføres fra Århus til Viborg Amt.

### 1864–1866
- Vejle Amt udvides med Nørre Tyrstrup Herred
- Ribe Amt udvides med Ribe Herred.
- Svendborg amt udvides med Ærø.
- Ribe amt afgiver de Kongerigske enklaver.

### 1920
- Amterne Tønder, Haderslev, Aabenraa og Sønderborg oprettes efter Genforeningen

### 1931
- Åbenrå og Sønderborg amter lægges sammen

### 1948
- Med Færøernes hjemmestyrelov ophæves Færø Amt

### 1953
- Grønlands Amt oprettes med Danmarks Riges Grundlov af 1953, Grønlands kolonistatus ophæves og integreres ligestillet i Danmark.